# 5427 Jensmartin
5427 Jensmartin è un asteroide della fascia principale. Scoperto nel 1986, presenta un'orbita caratterizzata da un semiasse maggiore pari a 1,9315739 UA e da un'eccentricità di 0,0744198, inclinata di 20,39383° rispetto all'eclittica.